# Cyclodes pulchrior
Cyclodes pulchrior là một loài bướm đêm trong họ Noctuidae.